# Arctostaphylos pallida
Arctostaphylos pallida är en ljungväxtart som beskrevs av Alice Eastwood. Arctostaphylos pallida ingår i släktet mjölonsläktet, och familjen ljungväxter. Inga underarter finns listade i Catalogue of Life.

## Bildgalleri

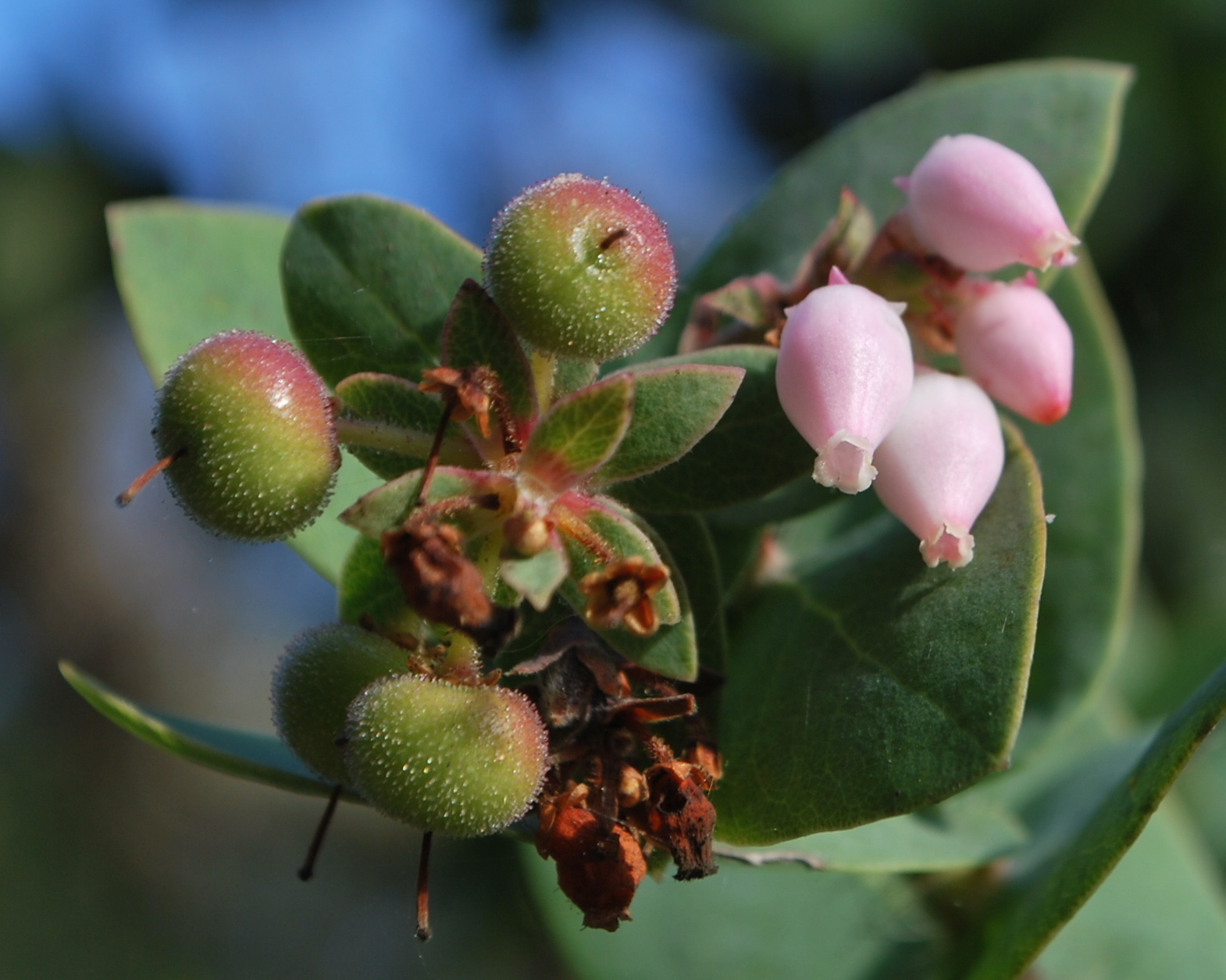